# Saint-Pierre-de-Fursac
 Saint-Pierre-de-Fursac  là một xã thuộc tỉnh Creuse trong vùng Nouvelle-Aquitaine miền trung nước Pháp. Xã này nằm ở khu vực có độ cao trung bình 340 mét trên mực nước biển.
Lâu đài Chabannes đã là một cô nhi viện nằm ở xã này.
Sông Semme tạo thành một phần ranh giới đông bắc thị trấn, chảy qua phía tây qua thị trấn, sau đó tạo thành một phần ranh giới tây bắc.